# Liste der Naturdenkmale in Struppen
Die Liste der Naturdenkmale in Struppen nennt die Naturdenkmale in Struppen im sächsischen Landkreis Sächsische Schweiz-Osterzgebirge.

## Definition
„Naturdenkmäler sind rechtsverbindlich festgesetzte Einzelschöpfungen der Natur oder entsprechende Flächen bis zu fünf Hektar, deren besonderer Schutz erforderlich ist
1. aus wissenschaftlichen, naturgeschichtlichen oder landeskundlichen Gründen oder
2. wegen ihrer Seltenheit, Eigenart oder Schönheit.“

„§ 18 – Naturdenkmäler – (zu § 28 BNatSchG)
(1) Die Erklärung nach § 22 Abs. 1 BNatSchG von Teilen von Natur und Landschaft als Naturdenkmal erfolgt durch Rechtsverordnung oder Einzelanordnung.
(2) Über § 28 Abs. 1 BNatSchG hinaus können Naturdenkmäler zur Sicherung von Lebensgemeinschaften oder Lebensstätten von im Bestand gefährdeten oder streng geschützten Arten festgesetzt werden.“

## Liste
Link zu einem Kartenansichtstool, um Koordinaten zu setzen.
| Bild                          | Bezeichnung                                  | Lage                                        | Beschreibung | Datum | Nummer  |
| ----------------------------- | -------------------------------------------- | ------------------------------------------- | ------------ | ----- | ------- |
| BW                            | Götzinger-Höhle am Kleinen Bärenstein        | (50° 56′ 23,7″ N, 14° 2′ 32,9″ O)           |              |       | SSZ 019 |
| BW                            | Elblache Weißig-Strand                       | (50° 56′ 22,3″ N, 14° 4′ 27,6″ O)           |              |       | SSZ 041 |
| BW                            | Langer Grund Thürmsdorf                      | (50° 56′ 19,3″ N, 14° 2′ 56,3″ O)           |              |       | SSZ 051 |
| BW                            | Pudelstein am Rauenstein                     | (50° 57′ 8,3″ N, 14° 3′ 19″ O)              |              |       | SSZ 055 |
| mehr Fotos \| Fotos hochladen | Eulensteine bei Weißig                       | (50° 56′ 23″ N, 14° 3′ 51,3″ O)             |              |       | SSZ 059 |
| BW                            | Winterlinde an der B 172 bei Ebenheit        | Ebenheit (50° 56′ 13,6″ N, 13° 57′ 59,6″ O) |              | 2, 5  | ssz 012 |
| BW                            | Kiefer gegenüber den Eulensteinen bei Weißig | Weißig (50° 56′ 37,6″ N, 14° 3′ 24,3″ O)    |              | 4, 5  | ssz 086 |

Das Nummernschema des Landkreises unterscheidet
- Einzelnaturdenkmal = Kleinbuchstaben (ssz 001 Winterlinde in Neustadt; …)
- Flächennaturdenkmal = Großbuchstaben (SSZ 001 Erlpeterquelle Pirna; …)